# Banger hart
Banger hart is een nummer van de Nederlandse zanger Rob de Nijs, afkomstig van zijn album De Band, De Zanger en Het Meisje uit 1996. Op 12 juli dat jaar werd het nummer in Nederland en België (Vlaanderen) op single uitgebracht.

## Achtergrond
De plaat werd in Nederland in de zomer van 1996 veel gedraaid op o.a. Radio 538, Radio 2 en Radio 3FM en werd een gigantische hit. De plaat stond vervolgens 28 weken lang genoteerd in de publieke hitlijst; toentertijd de Mega Top 50 op Radio 3FM, waarvan vijf weken op 1 en ook in de Nederlandse Top 40 op destijds Radio 538 werd de nummer 1-positie behaald. Dit is de enige Nederlandse nummer één-hit van De Nijs. 
In België (Vlaanderen) werd eveneens de nummer 1-positie bereikt in zowel de Vlaamse Ultratop 50 als de Vlaamse Radio 2 Top 30.
Het lied is geschreven door Belinda Meuldijk, ex-vrouw van Rob de Nijs en gecomponeerd door Ellert Driessen, zanger van Spargo.
Sinds de allereerste editie in december 1999 staat de plaat onafgebroken genoteerd in de jaarlijkse NPO Radio 2 Top 2000 van de Nederlandse publieke radiozender NPO Radio 2, met als hoogste notering tot nu toe een 265e positie in 2001.

## Hitnoteringen

### Nederlandse Top 40
| "Banger Hart" in de Nederlandse Top 40 - binnen: 27-07-1996 | "Banger Hart" in de Nederlandse Top 40 - binnen: 27-07-1996 | "Banger Hart" in de Nederlandse Top 40 - binnen: 27-07-1996 | "Banger Hart" in de Nederlandse Top 40 - binnen: 27-07-1996 | "Banger Hart" in de Nederlandse Top 40 - binnen: 27-07-1996 | "Banger Hart" in de Nederlandse Top 40 - binnen: 27-07-1996 | "Banger Hart" in de Nederlandse Top 40 - binnen: 27-07-1996 | "Banger Hart" in de Nederlandse Top 40 - binnen: 27-07-1996 | "Banger Hart" in de Nederlandse Top 40 - binnen: 27-07-1996 | "Banger Hart" in de Nederlandse Top 40 - binnen: 27-07-1996 | "Banger Hart" in de Nederlandse Top 40 - binnen: 27-07-1996 | "Banger Hart" in de Nederlandse Top 40 - binnen: 27-07-1996 | "Banger Hart" in de Nederlandse Top 40 - binnen: 27-07-1996 | "Banger Hart" in de Nederlandse Top 40 - binnen: 27-07-1996 | "Banger Hart" in de Nederlandse Top 40 - binnen: 27-07-1996 | "Banger Hart" in de Nederlandse Top 40 - binnen: 27-07-1996 | "Banger Hart" in de Nederlandse Top 40 - binnen: 27-07-1996 | "Banger Hart" in de Nederlandse Top 40 - binnen: 27-07-1996 | "Banger Hart" in de Nederlandse Top 40 - binnen: 27-07-1996 | "Banger Hart" in de Nederlandse Top 40 - binnen: 27-07-1996 | "Banger Hart" in de Nederlandse Top 40 - binnen: 27-07-1996 | "Banger Hart" in de Nederlandse Top 40 - binnen: 27-07-1996 | "Banger Hart" in de Nederlandse Top 40 - binnen: 27-07-1996 | "Banger Hart" in de Nederlandse Top 40 - binnen: 27-07-1996 | "Banger Hart" in de Nederlandse Top 40 - binnen: 27-07-1996 | "Banger Hart" in de Nederlandse Top 40 - binnen: 27-07-1996 | "Banger Hart" in de Nederlandse Top 40 - binnen: 27-07-1996 | "Banger Hart" in de Nederlandse Top 40 - binnen: 27-07-1996 |
| Week:                                                       | 1                                                           | 2                                                           | 3                                                           | 4                                                           | 5                                                           | 6                                                           | 7                                                           | 8                                                           | 9                                                           | 10                                                          | 11                                                          | 12                                                          | 13                                                          | 14                                                          | 15                                                          | 16                                                          | 17                                                          | 18                                                          | 19                                                          | 20                                                          | 21                                                          | 22                                                          | 23                                                          | 24                                                          | 25                                                          | 26                                                          |                                                             |
| ----------------------------------------------------------- | ----------------------------------------------------------- | ----------------------------------------------------------- | ----------------------------------------------------------- | ----------------------------------------------------------- | ----------------------------------------------------------- | ----------------------------------------------------------- | ----------------------------------------------------------- | ----------------------------------------------------------- | ----------------------------------------------------------- | ----------------------------------------------------------- | ----------------------------------------------------------- | ----------------------------------------------------------- | ----------------------------------------------------------- | ----------------------------------------------------------- | ----------------------------------------------------------- | ----------------------------------------------------------- | ----------------------------------------------------------- | ----------------------------------------------------------- | ----------------------------------------------------------- | ----------------------------------------------------------- | ----------------------------------------------------------- | ----------------------------------------------------------- | ----------------------------------------------------------- | ----------------------------------------------------------- | ----------------------------------------------------------- | ----------------------------------------------------------- | ----------------------------------------------------------- |
| Positie:                                                    | 36                                                          | 24                                                          | 21                                                          | 19                                                          | 10                                                          | 9                                                           | 5                                                           | 2                                                           | 1                                                           | 1                                                           | 1                                                           | 1                                                           | 1                                                           | 2                                                           | 4                                                           | 4                                                           | 8                                                           | 6                                                           | 7                                                           | 9                                                           | 14                                                          | 17                                                          | 28                                                          | 32                                                          | 35                                                          | 40                                                          | uit                                                         |

### Mega Top 50
| "Banger Hart" in de Mega Top 50 - binnen: 03-08-1996 | "Banger Hart" in de Mega Top 50 - binnen: 03-08-1996 | "Banger Hart" in de Mega Top 50 - binnen: 03-08-1996 | "Banger Hart" in de Mega Top 50 - binnen: 03-08-1996 | "Banger Hart" in de Mega Top 50 - binnen: 03-08-1996 | "Banger Hart" in de Mega Top 50 - binnen: 03-08-1996 | "Banger Hart" in de Mega Top 50 - binnen: 03-08-1996 | "Banger Hart" in de Mega Top 50 - binnen: 03-08-1996 | "Banger Hart" in de Mega Top 50 - binnen: 03-08-1996 | "Banger Hart" in de Mega Top 50 - binnen: 03-08-1996 | "Banger Hart" in de Mega Top 50 - binnen: 03-08-1996 | "Banger Hart" in de Mega Top 50 - binnen: 03-08-1996 | "Banger Hart" in de Mega Top 50 - binnen: 03-08-1996 | "Banger Hart" in de Mega Top 50 - binnen: 03-08-1996 | "Banger Hart" in de Mega Top 50 - binnen: 03-08-1996 | "Banger Hart" in de Mega Top 50 - binnen: 03-08-1996 | "Banger Hart" in de Mega Top 50 - binnen: 03-08-1996 | "Banger Hart" in de Mega Top 50 - binnen: 03-08-1996 | "Banger Hart" in de Mega Top 50 - binnen: 03-08-1996 | "Banger Hart" in de Mega Top 50 - binnen: 03-08-1996 | "Banger Hart" in de Mega Top 50 - binnen: 03-08-1996 | "Banger Hart" in de Mega Top 50 - binnen: 03-08-1996 | "Banger Hart" in de Mega Top 50 - binnen: 03-08-1996 | "Banger Hart" in de Mega Top 50 - binnen: 03-08-1996 | "Banger Hart" in de Mega Top 50 - binnen: 03-08-1996 | "Banger Hart" in de Mega Top 50 - binnen: 03-08-1996 | "Banger Hart" in de Mega Top 50 - binnen: 03-08-1996 | "Banger Hart" in de Mega Top 50 - binnen: 03-08-1996 | "Banger Hart" in de Mega Top 50 - binnen: 03-08-1996 | "Banger Hart" in de Mega Top 50 - binnen: 03-08-1996 | "Banger Hart" in de Mega Top 50 - binnen: 03-08-1996 | "Banger Hart" in de Mega Top 50 - binnen: 03-08-1996 |
| Week:                                                | 1                                                    | 2                                                    | 3                                                    | 4                                                    | 5                                                    | 6                                                    | 7                                                    | 8                                                    | 9                                                    | 10                                                   | 11                                                   | 12                                                   | 13                                                   | 14                                                   | 15                                                   | 16                                                   | 17                                                   | 18                                                   | 19                                                   | 20                                                   | 21                                                   | 22                                                   | 23                                                   | 24                                                   | 25                                                   | 26                                                   | 27                                                   | 28                                                   | 29                                                   | 30                                                   |                                                      |
| ---------------------------------------------------- | ---------------------------------------------------- | ---------------------------------------------------- | ---------------------------------------------------- | ---------------------------------------------------- | ---------------------------------------------------- | ---------------------------------------------------- | ---------------------------------------------------- | ---------------------------------------------------- | ---------------------------------------------------- | ---------------------------------------------------- | ---------------------------------------------------- | ---------------------------------------------------- | ---------------------------------------------------- | ---------------------------------------------------- | ---------------------------------------------------- | ---------------------------------------------------- | ---------------------------------------------------- | ---------------------------------------------------- | ---------------------------------------------------- | ---------------------------------------------------- | ---------------------------------------------------- | ---------------------------------------------------- | ---------------------------------------------------- | ---------------------------------------------------- | ---------------------------------------------------- | ---------------------------------------------------- | ---------------------------------------------------- | ---------------------------------------------------- | ---------------------------------------------------- | ---------------------------------------------------- | ---------------------------------------------------- |
| Positie:                                             | 46                                                   | 40                                                   | 30                                                   | 21                                                   | 10                                                   | 5                                                    | 2                                                    | 2                                                    | 1                                                    | 1                                                    | 1                                                    | 1                                                    | 1                                                    | 2                                                    | 3                                                    | 3                                                    | 4                                                    | 5                                                    | 10                                                   | 13                                                   | 15                                                   | 22                                                   | 25                                                   | 25                                                   | 31                                                   | 41                                                   | 52                                                   | 64                                                   | 75                                                   | 82                                                   | uit                                                  |

### Vlaamse Ultratop 50
| "Banger Hart" in de Vlaamse Ultratop 50 - binnen: 20-07-1996 | "Banger Hart" in de Vlaamse Ultratop 50 - binnen: 20-07-1996 | "Banger Hart" in de Vlaamse Ultratop 50 - binnen: 20-07-1996 | "Banger Hart" in de Vlaamse Ultratop 50 - binnen: 20-07-1996 | "Banger Hart" in de Vlaamse Ultratop 50 - binnen: 20-07-1996 | "Banger Hart" in de Vlaamse Ultratop 50 - binnen: 20-07-1996 | "Banger Hart" in de Vlaamse Ultratop 50 - binnen: 20-07-1996 | "Banger Hart" in de Vlaamse Ultratop 50 - binnen: 20-07-1996 | "Banger Hart" in de Vlaamse Ultratop 50 - binnen: 20-07-1996 | "Banger Hart" in de Vlaamse Ultratop 50 - binnen: 20-07-1996 | "Banger Hart" in de Vlaamse Ultratop 50 - binnen: 20-07-1996 | "Banger Hart" in de Vlaamse Ultratop 50 - binnen: 20-07-1996 | "Banger Hart" in de Vlaamse Ultratop 50 - binnen: 20-07-1996 | "Banger Hart" in de Vlaamse Ultratop 50 - binnen: 20-07-1996 | "Banger Hart" in de Vlaamse Ultratop 50 - binnen: 20-07-1996 | "Banger Hart" in de Vlaamse Ultratop 50 - binnen: 20-07-1996 | "Banger Hart" in de Vlaamse Ultratop 50 - binnen: 20-07-1996 | "Banger Hart" in de Vlaamse Ultratop 50 - binnen: 20-07-1996 | "Banger Hart" in de Vlaamse Ultratop 50 - binnen: 20-07-1996 | "Banger Hart" in de Vlaamse Ultratop 50 - binnen: 20-07-1996 | "Banger Hart" in de Vlaamse Ultratop 50 - binnen: 20-07-1996 | "Banger Hart" in de Vlaamse Ultratop 50 - binnen: 20-07-1996 | "Banger Hart" in de Vlaamse Ultratop 50 - binnen: 20-07-1996 | "Banger Hart" in de Vlaamse Ultratop 50 - binnen: 20-07-1996 | "Banger Hart" in de Vlaamse Ultratop 50 - binnen: 20-07-1996 | "Banger Hart" in de Vlaamse Ultratop 50 - binnen: 20-07-1996 | "Banger Hart" in de Vlaamse Ultratop 50 - binnen: 20-07-1996 | "Banger Hart" in de Vlaamse Ultratop 50 - binnen: 20-07-1996 | "Banger Hart" in de Vlaamse Ultratop 50 - binnen: 20-07-1996 | "Banger Hart" in de Vlaamse Ultratop 50 - binnen: 20-07-1996 | "Banger Hart" in de Vlaamse Ultratop 50 - binnen: 20-07-1996 | "Banger Hart" in de Vlaamse Ultratop 50 - binnen: 20-07-1996 |
| Week:                                                        | 1                                                            | 2                                                            | 3                                                            | 4                                                            | 5                                                            | 6                                                            | 7                                                            | 8                                                            | 9                                                            | 10                                                           | 11                                                           | 12                                                           | 13                                                           | 14                                                           | 15                                                           | 16                                                           | 17                                                           | 18                                                           | 19                                                           | 20                                                           | 21                                                           | 22                                                           | 23                                                           | 24                                                           | 25                                                           | 26                                                           | 27                                                           | 28                                                           | 29                                                           | 30                                                           |                                                              |
| ------------------------------------------------------------ | ------------------------------------------------------------ | ------------------------------------------------------------ | ------------------------------------------------------------ | ------------------------------------------------------------ | ------------------------------------------------------------ | ------------------------------------------------------------ | ------------------------------------------------------------ | ------------------------------------------------------------ | ------------------------------------------------------------ | ------------------------------------------------------------ | ------------------------------------------------------------ | ------------------------------------------------------------ | ------------------------------------------------------------ | ------------------------------------------------------------ | ------------------------------------------------------------ | ------------------------------------------------------------ | ------------------------------------------------------------ | ------------------------------------------------------------ | ------------------------------------------------------------ | ------------------------------------------------------------ | ------------------------------------------------------------ | ------------------------------------------------------------ | ------------------------------------------------------------ | ------------------------------------------------------------ | ------------------------------------------------------------ | ------------------------------------------------------------ | ------------------------------------------------------------ | ------------------------------------------------------------ | ------------------------------------------------------------ | ------------------------------------------------------------ | ------------------------------------------------------------ |
| Positie:                                                     | 24                                                           | 13                                                           | 18                                                           | 13                                                           | 11                                                           | 9                                                            | 6                                                            | 4                                                            | 4                                                            | 3                                                            | 3                                                            | 3                                                            | 2                                                            | 2                                                            | 1                                                            | 1                                                            | 2                                                            | 2                                                            | 2                                                            | 2                                                            | 7                                                            | 10                                                           | 14                                                           | 15                                                           | 20                                                           | 21                                                           | 24                                                           | 25                                                           | 37                                                           | 49                                                           | uit                                                          |

### NPO Radio 2 Top 2000
| Nummer met noteringen in de NPO Radio 2 Top 2000 | '99 | '00 | '01 | '02 | '03 | '04 | '05 | '06 | '07 | '08 | '09 | '10 | '11 | '12 | '13  | '14  | '15  | '16  | '17  | '18  | '19  | '20 | '21 | '22 | '23 | '24 |
| ------------------------------------------------ | --- | --- | --- | --- | --- | --- | --- | --- | --- | --- | --- | --- | --- | --- | ---- | ---- | ---- | ---- | ---- | ---- | ---- | --- | --- | --- | --- | --- |
| Banger hart                                      | 482 | 368 | 265 | 401 | 386 | 432 | 407 | 436 | 526 | 426 | 711 | 895 | 870 | 967 | 1122 | 1129 | 1347 | 1403 | 1506 | 1453 | 1116 | 658 | 688 | 659 | 633 | 579 |

1. ↑  Een vetgedrukt getal geeft de hoogste notering aan.

### Evergreen Top 1000
| Evergreen Top 1000 "Banger Hart" | Evergreen Top 1000 "Banger Hart" | Evergreen Top 1000 "Banger Hart" | Evergreen Top 1000 "Banger Hart" | Evergreen Top 1000 "Banger Hart" | Evergreen Top 1000 "Banger Hart" | Evergreen Top 1000 "Banger Hart" | Evergreen Top 1000 "Banger Hart" | Evergreen Top 1000 "Banger Hart" | Evergreen Top 1000 "Banger Hart" | Evergreen Top 1000 "Banger Hart" | Evergreen Top 1000 "Banger Hart" | Evergreen Top 1000 "Banger Hart" | Evergreen Top 1000 "Banger Hart" | Evergreen Top 1000 "Banger Hart" | Evergreen Top 1000 "Banger Hart" | Evergreen Top 1000 "Banger Hart" |
| Jaar                             | 2008                             | 2009                             | 2010                             | 2011                             | 2012                             | 2013                             | 2014                             | 2015                             | 2016                             | 2017                             | 2018                             | 2019                             | 2020                             | 2021                             | 2022                             | 2023                             |
| -------------------------------- | -------------------------------- | -------------------------------- | -------------------------------- | -------------------------------- | -------------------------------- | -------------------------------- | -------------------------------- | -------------------------------- | -------------------------------- | -------------------------------- | -------------------------------- | -------------------------------- | -------------------------------- | -------------------------------- | -------------------------------- | -------------------------------- |
| Positie                          | -                                | -                                | -                                | -                                | -                                | -                                | -                                | -                                | 566                              | 757                              | 763                              | 510                              | 288                              | 579                              | 337                              | 182                              |

## Andere versies
- Een versie met alternatieve tekst werd gebruikt als titelsong van het RTL 4-programma Heb ik dat?, met Marc Klein Essink.
- In 2011, naar aanleiding van het vaderschap van De Nijs op 68-jarige leeftijd, maakte het team van het radioprogramma Somertijd een parodie op Banger hart, genaamd Lange lat. Sven van Veen zingt het nummer.[1]
- In 2021 bracht Hape Kerkeling onder de titel Banges Herz een Duitstalige cover uit. [2]